# Secret Symphony
Secret Symphony – piąty album studyjny wokalistki Katie Meluy nagrany z udziałem Secret Symphony Orchestra. Wydawnictwo ukazało się 5 marca 2012 roku nakładem wytwórni muzycznej Dramatico.
Płytę poprzedził singel pt. „Better Than A Dream”.
W ramach promocji artystka trzykrotnie wystąpiła dla polskiej publiczności w 2012 roku, kolejno: 12 listopada w Warszawie, 13 listopada w Zabrzu i 14 listopada w Poznaniu.
Album w Polsce uzyskał certyfikat platynowej płyty.

## Lista utworów
1. Gold In Them Hills (Ron Sexsmith) – 3:31
2. Better Than A Dream (Mike Batt) – 3:10
3. The Bit That I Don't Get (Mike Batt) – 3:12
4. Moonshine (Fran Healy) – 2:41
5. Forgetting All My Troubles (Katie Melua) – 3:22
6. All Over The World (Françoise Hardy) – 2:55
7. Nobody Knows You When You're Down And Out (Jimmie Cox) – 4:33
8. The Cry Of The Lone Wolf (Katie Melua, Mike Batt) – 3:59
9. Heartstrings (Katie Melua, Mike Batt) – 2:53
10. The Walls Of The World (Mike Batt) – 3:25
11. Secret Symphony (Mike Batt) – 3:51

## "Secret Symphony - Special Bonus Edition"
Wzbogacona o nowe piosenki oraz o drugi CD z koncertu „Live in Berlin” wersja z października 2012 piątego albumu Katie Melua.
Dodatkowe utwory:
- Feels Like Home – 4:49
- Too Long at the Fair – 3:06
- Love Me Tender – 3:13
- It's Over – 3:19